# Bruno Toniolli
Bruno Toniolli (Bolzano, 29 agosto 1943) è un ex pattinatore di velocità su ghiaccio italiano.

## Biografia
Nato a Bolzano nel 1943, a 28 anni ha partecipato ai Giochi olimpici di Sapporo 1972, in quattro gare: i 500 metri, dove ha chiuso al 25º posto, in 42"67, i 1500, dove è arrivato 18º in 2'10"24, i 5000, terminati al 17º posto in 7'57"30, e i 10000, dove è terminato 16º con il tempo di 16'14"52. 
4 anni dopo, a Innsbruck 1976, ha preso parte a tre gare: i 500 metri, chiusi al 23º posto in 41"44, i 1000, dove è arrivato 14º in 1'22"83 e i 1500, dove ha chiuso al 19º posto in 2'05"66.
Dopo il ritiro agonistico ha continuato a pattinare, anche in età più avanzata, partecipando a gare Master.